# ビゼンクラゲ

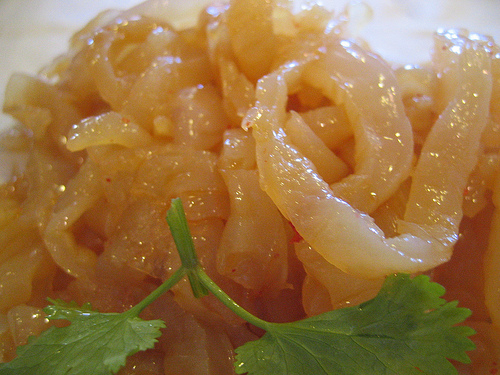
調理例

ビゼンクラゲ（備前水母、備前海月、学名：Rhopilema esculenta）は、鉢虫綱-根口クラゲ目-ビゼンクラゲ科-ビゼンクラゲ属に分類されるクラゲの1種。食用として古くから利用されている。

## 呼称
日本では、古くは吉備の穴海（現在の岡山県岡山市の児島湾に相当する内海。cf. 児島半島）が名産地であったことから「備前水母（意：備前国のクラゲ）」と呼ばれるようになったといわれている。九州北部の有明海沿岸では今も昔も「あかくらげ（赤水母）」と方言で呼ばれている（ただし、標準和名で「アカクラゲ」と呼ばれるクラゲは別［目レベルで別種］にいる）。
英語では、「edible（［毒性などが無いので］食べられる、食用に適する、食用の）+ jellyfish（クラゲ）」という構成で "Edible jellyfish （意訳：食用クラゲ）" と呼ばれている。

## 分類
同属異種にはヒゼンクラゲ（Rhopilema hispidum）がいる。過去に別種とされたスナイロクラゲ（Rhopilema asamushi）は本種のシノニムとされる。近縁属にはエチゼンクラゲなどがいる。日本の有明海に生息するものは、他の海域のものと別種の可能性もあり、21世紀初頭現在、研究が進められている。日本国外には、エチゼンクラゲと並んで巨大なコクカイビゼンクラゲ（Rhizostoma pulmo）がいるが、ビゼンクラゲとは別属。

## 形質
本種はエチゼンクラゲよりも小さいが、それでも傘の直径40 - 50センチメートル程度、重さ10キログラム程度の大きさになり、なかには傘の直径約80センチメートル、重さ約20キログラムに達する個体もいる。やや青みがかった、半透明のクラゲで、斑紋を持つ個体も稀に見られる。傘の縁に触手は具えておらず、8本の口腕（こうわん）にはそれぞれ多数の棒状の付属器を具える。傘は白く、口腕は赤い。傘の縁を力強く開閉させて活発に泳ぐ。口腕付属器はわずかな物理的刺激を加えるだけで取れてしまう脆いもので、一般的な漁の扱いでは簡単に本体と切り離されてしまう。
熱帯域・亜熱帯域・温帯域の沿海に分布する。日本近海では主に有明海と瀬戸内海に生息する。
ビゼンクラゲは雄雌異体（cf. 雌雄同体）で、無性生殖を行うポリプ型の世代と有性生殖を行うクラゲ型の世代を交互に過ごしながら増殖する生活環を持つ。

## 人間との関わり

### 食用など
記録は、奈良時代まで遡り、平城京跡出土の木簡に「備前国水母別貢　御贄弐斗」「天平十八年九月廿五日」とある。（岡嶋隆司2003「料理の雑学（十一）－備前くらげ－」『らぴす』第18号アルル書店）
東アジアなどでは食用とされており、中華料理などに使われる。中華料理では高級食材とされている。主要産地である日本近海のほか中国近海でも獲れはするものの、絶対量は少なく、加えて、購買能力の上がった21世紀初頭（2010年代など）の中国市場で日本産の食品が軒並みブランド化するなか、ビゼンクラゲも例外ではない。
日本では、1970年代後半には年間4,000トン 近い水揚げ量を記録するなど大漁の声を聞くことが珍しくなかったが、1990年代末前後におけるバイオマスは最盛期に比して減衰し、これに反比例して市場価格は高くなった。（2016年では1キログラムあたり、かさが約40円、触手が約230円）しかし2000年代末頃から回復傾向にあり、他の漁を行う漁業者から「網に掛かって処分に手間取る厄介者」扱いされるほどになった。年によっては大量繁殖することがあり、有明海では2009年（平成21年）や2012年（平成24年）に獲っても獲りきれない数の発生を見た。2012年のときは、中国への輸出増を受けて、不漁が続く魚・貝・カニなどを獲っていた地元漁業者のクラゲ漁への一時的な転向も目立ち、例えば佐賀市の佐賀魚市場では「昨年はクチゾコ漁（アカシタビラメ漁）に従事する大浦（cf. 大浦村）の船が10隻はいたが、今年は1隻だけになった」というような状況になった。また、佐賀県有明海漁業協同組合は中国市場向け加工事業の計画を立ち上げ、新たな漁業資源として活用する動きを始めた。ただ、手っ取り早く漁ができるとは言っても重労働で割に合わないため、クラゲが増えて喜んでいる漁師はおらず、むしろ、現地の漁業従事者の多くは有明海の環境変化に危機感を募らせている。なお、有明海沿岸の場合、ビゼンクラゲ漁は刺網漁である。

### 飼育など
クラゲの飼育技術が確立された20世紀末前後から小型・中型のクラゲ類が水族館などで飼育展示されるようになったが、ビゼンクラゲのような大型のクラゲ類の飼育は依然として実現していない。それでも展示している水族館は複数個所あり、日本の大阪市にある海遊館は、有明海のビゼンクラゲを調査・研究しつつ、採集した数体を長距離輸送（トラックで約10時間）で搬入し、約1か月の期間限定で展示するというイベントを、初めて成功させた2001年（平成14年）以来、毎年続けている（2012年時点）。2012年（平成24年）、長崎県佐世保市の九十九島水族館（愛称：海きらら）ではビゼンクラゲの飼育実験が行われている。また、同じ時期、新江ノ島水族館（在・神奈川県藤沢市）や鶴岡市立加茂水族館（在・山形県鶴岡市）などでも期間限定でビゼンクラゲを展示している。

### 文学など
俳句において「水母」と「海月」は三夏の季語であり、「備前水母」と「備前海月」はそれぞれに「水母」と「海月」の子季語（下位に属する季語）である。
江戸時代前期の俳人・難波津散人（なにわづ さんじん。伊勢村重安〈いせむら じゅうあん〉の別号）の著作に『備前海月』がある。